# Kiełpino (powiat gryficki)
Kiełpino (niem. Kölpin) – wieś sołecka w Polsce położona w województwie zachodniopomorskim, w powiecie gryfickim, w gminie Brojce. W skład sołectwa Kiełpino wchodzą jeszcze Smokęcino i Raciborów.
Według danych z 5 czerwca 2009 wieś miała 273 mieszkańców. Im

## Położenie
Kiełpino leży przy drodze wojewódzkiej nr 105 z Rzesznikowa do Gryfic, ok. 3,5 km na południowy wschód od Brojc i ok. 17 km na wschód od Gryfic.

## Części wsi
| SIMC    | Nazwa     | Rodzaj     |
| ------- | --------- | ---------- |
| 0773009 | Raciborów | przysiółek |

## Historia
Pierwsze wiadomości o Culpin pojawiają się w 1315 r., kiedy to pojawiają się informacje o płaceniu przez ród Manteufflów podatku łanowego kapitule kamieńskiej w związku z posiadaniem Kiełpina. W późniejszych latach ród Manteufellów zbudował na północ od wsi zamek, będący w I połowie XV w. twierdzą rozbójników kierowanych przez Wilkiego von Manteuffela. Ostatecznie zamek zdobyła w 1432 r. wyprawa zakonników z klasztoru w Białobokach, zaś obiekt zniszczyli mieszczanie kołobrzescy i trzebiatowscy. Drugi zamek (tzw. Manteuffelburg) Manteufellowie zbudowali już w 1440 r.. W następnych latach   majątek w Kiełpinie ulegał podziałom i często zmieniał właścicieli. Po pokoju westfalskim i podziale księstwa pomorskiego wieś wchodziła w skład Brandenburgii, potem Prus i Niemiec. Manteuffelowie byli właścicielami zamku aż do 1880 r.. W 1910 r. wieś liczyła 493 mieszkańców. W tym czasie Kiełpino, należące do powiatu kołobrzesko-karlińskiego, było siedzibą parafii ewangelickiej i wchodziło w skład okręgu (Amt) Kiełpino – Starnin. Od 1945 r. w granicach Polski. Początkowo miejscowość należała do gminy Rymań w powiecie kołobrzeskim (od 1950 r. w województwie koszalińskim), ostatecznie w 1958 r. przyłączono ją do gminy Brojce w powiecie gryfickim. W latach 1958–1998 wieś administracyjnie należała do województwa szczecińskiego.

## Zabytki
- Kościół filialny pw. śś. Piotra i Pawła – zbudowany ok. XV w. na wzniesieniu terenowym, gotycki. Świątynia orientowana, salowa (jednoprzestrzenna), założona na rzucie prostokąta zamknięta trójbocznym prezbiterium. Nawa oraz prezbiterium przekryta stropem drewnianym. Kościół wzniesiony z cegły ceramicznej w wątku gotyckim. Na emporze zachodniej znajdują się organy, zbudowane w 1884 r. przez szczecińską firmę Grüneberg[13]
- Pomnik żołnierzy niemieckich – mieszkańców Kiełpina, Smokęcina i Grądu poległych w I wojnie światowej[14]
- Młyn z 1906 r.[15]

## Wspólnoty religijne
Kiełpino wchodzi w skład parafii rzymskokatolickiej pw. NSPJ w Brojcach, zaś kościół kiełpiński jest filią kościoła parafialnego w Brojcach.

## Bezpieczeństwo
W Kiełpinie funkcjonuje Ochotnicza Straż Pożarna.